# CSX Corporation
CSX Corporation (NASDAQ: CSX

) er et amerikansk jernbanetransportselskab. Virksomheden blev etableret i 1980 ved en fusion mellem Chessie System og Seaboard Coast Line Industries. Virksomhedens væsentligste datterselskab er jernbaneselskabet CSX Transportation. De har flere datterselskaber indenfor jernbanetransport og logistik.